# Real Madrid Club de Fútbol 2007-2008
Questa voce raccoglie le informazioni riguardanti il Real Madrid Club de Fútbol nelle competizioni ufficiali della stagione 2007-2008.

## Rosa
| N. |                        | Ruolo | Calciatore       |
| -- | ---------------------- | ----- | ---------------- |
| 1  | Spagna (bandiera)      | P     | Iker Casillas    |
| 2  | Spagna (bandiera)      | D     | Míchel Salgado   |
| 3  | Portogallo (bandiera)  | D     | Pepe             |
| 4  | Spagna (bandiera)      | D     | Sergio Ramos     |
| 5  | Italia (bandiera)      | D     | Fabio Cannavaro  |
| 6  | Mali (bandiera)        | C     | Mahamadou Diarra |
| 7  | Spagna (bandiera)      | A     | Raúl (capitano)  |
| 8  | Argentina (bandiera)   | C     | Fernando Gago    |
| 9  | Spagna (bandiera)      | A     | Roberto Soldado  |
| 10 | Brasile (bandiera)     | A     | Robinho          |
| 11 | Paesi Bassi (bandiera) | C     | Arjen Robben     |
| 12 | Brasile (bandiera)     | D     | Marcelo          |
| 13 | Spagna (bandiera)      | P     | Jordi Codina     |

| N. |                        | Ruolo | Calciatore          |
| -- | ---------------------- | ----- | ------------------- |
| 14 | Spagna (bandiera)      | C     | Guti                |
| 15 | Paesi Bassi (bandiera) | D     | Royston Drenthe     |
| 16 | Argentina (bandiera)   | D     | Gabriel Heinze      |
| 17 | Paesi Bassi (bandiera) | A     | Ruud van Nistelrooy |
| 18 | Argentina (bandiera)   | A     | Javier Saviola      |
| 19 | Brasile (bandiera)     | C     | Júlio Baptista      |
| 20 | Argentina (bandiera)   | A     | Gonzalo Higuaín     |
| 21 | Germania (bandiera)    | D     | Christoph Metzelder |
| 22 | Spagna (bandiera)      | D     | Miguel Torres Gómez |
| 23 | Paesi Bassi (bandiera) | C     | Wesley Sneijder     |
| 24 | Spagna (bandiera)      | C     | Javier Balboa       |
| 25 | Polonia (bandiera)     | P     | Jerzy Dudek         |
| 28 | Spagna (bandiera)      | C     | Adrián              |

## Risultati

### Copa del Rey

#### Quarto turno
| Arbitro: | Rafael Ramírez Domínguez |

|                 |           |            |
| Borja Pérez 60’ | Marcatori | 87’ Balboa |

| Arbitro: | Bernardino González Vázquez |

|                     |           |                 |
| Robben 31’ Guti 90’ | Marcatori | 60’ Borja Pérez |

#### Ottavi di finale
| Arbitro: | Rafael Ramírez Domínguez |

|                      |           |             |
| Trejo 23’ Arango 49’ | Marcatori | 24’ Higuaín |

| Arbitro: | Luis Medina Cantalejo |

|  |           |             |
|  | Marcatori | 82’ Ibagaza |

### Champions League

#### Fase a gironi
| Arbitro: | Howard Webb |

|                             |           |            |
| Raúl 16’ Van Nistelrooy 74’ | Marcatori | 17’ Sanogo |

| Arbitro: | Frank De Bleeckere |

|                 |           |                        |
| Pandev 32’, 75’ | Marcatori | 9’, 62’ Van Nistelrooy |

| Arbitro: | Tom Øvrebø |

|                                       |           |                             |
| Raúl 2’ Robinho 68’, 83’ Balboa 90+3’ | Marcatori | 7’ Galletti 47’ Júlio César |

| Il Pireo 6 novembre 2007, ore 19:45 CEST 4ª giornata | Olympiacos   | 0 – 0 | Real Madrid | Stadio Geōrgios Karaiskakīs\| Arbitro: \| Ľuboš Micheľ \| |
| Arbitro:                                             | Ľuboš Micheľ |       |             |                                                           |

| Arbitro: | Pieter Vink |

|                                  |           |                                |
| Rosenberg 4’ Sanogo 40’ Hunt 58’ | Marcatori | 14’ Robinho 71’ Van Nistelrooy |

| Arbitro: | Massimo Busacca |

|                                         |           |            |
| Júlio Baptista 13’ Raúl 15’ Robinho 36’ | Marcatori | 80’ Pandev |

#### Ottavi di finale
| Arbitro: | Herbert Fandel |

|                         |           |         |
| Pizarro 24’ Mancini 58’ | Marcatori | 8’ Raúl |

| Arbitro: | Kyros Vassaras |

|          |           |                          |
| Raúl 75’ | Marcatori | 73’ Taddei 90+2’ Vučinić |